# 青春女子学園
青春女子学園（せいしゅんじょしがくえん）は、九州・福岡県福岡市を拠点に活動し、関東に在住の一部メンバーを含む、約50名から成る「ロック系」ローカルアイドル・女性アイドルグループである。
2010年11月に結成された。株式会社ノーメイクがプロデュースし、所属メンバーも全員が同社に所属する。

## 概要
「恋愛禁止」を掲げることの多い近年の女性アイドルグループに珍しく、「恋をすること」をグループのコンセプト（「校則」）として掲げる。
2013年4月30日、初の全国流通となったCD「今、ここに立って！！」はオリコン・デイリーチャート２位、オリコン・ウィークリーチャート15位となった。

## メンバー

### 現メンバー
- 藤川愛未
- 西原束美
- 美咲凪沙
- 谷岡沙彩
- 大空みう

### 元メンバー
- 能條愛未（元・乃木坂46） - 「麻生梨里子」名義で所属
- 川後陽菜（元・乃木坂46） - 「川相陽菜」名義で所属
- 山川里菜
- 桜衣かれん（現・Perfo★ism）
- 石田彩（現・Perfo★ism→卒業）
- 春乃美月
- ひなた歩夢
- 金光みり愛
- 森川愛理
- 石井晶子
- 原田真帆

## ディスコグラフィー

### シングル
1. 青春女子学園（2011年4月29日）
2. PINKのハートでプレゼント（2012年2月）
3. 明日が今日より輝くように（2012年3月）
4. 妄想したら･･･鼻血ー!!!（2012年4月）
5. 一番そばで見てるから（2012年6月）
6. スマドラReady Go！（2012年7月）
7. 推して参り増して候☆（2012年8月25日）
8. 生まれてくれてありがとう（2012年12月9日）
9. 開放～オーエーオー～（2013年2月11日）
10. 今、ここに立って!!（2013年4月30日）

## イベント
- 3.11 三陸鉄道チャリティーLive ～全国のアイドルが集結！　いま私たちにできることとは......（2012年3月11日、都内） - 全国のローカルアイドル11組による共演[6]
- アイドル横丁祭り～2012（2012年7月1日、新木場）[1]
- 福岡都市高速環状線開通記念！≪青春女子学園×福岡SMART　DRIVER≫　特別イベント（2012年7月16日、天神ライオン広場）[7]
- 九州情報大学「紫苑祭」（2012年10月27日） - 「アイドル学園祭」[8]
- 周南萌えサミット2012 セカンドインパクト（2012年10月28日、徳山駅前（周南市））
- 夢ライブ 福岡の未来のスターを応援するプロジェクト（2013年1月27日、博多リバレインホール、3月3日、キャナルシティ劇場） - 「青SHUN学園」名義[9]
- 青SHUN学園ワンマンライブ『300人集められなかったら5/5のZepp Diver City TOKYOのワンマンなんて夢のまた夢なのよ！だから挑戦するんですライブ～！！』（2013年2月11日、吉祥寺CLUB SEATA)
- 『青SHUN学園・1000人で織り成すオーエーオー！ワンマンライブ!!】 』2013年5月5日、Zepp Diver City TOKYO)